# Bluejay
Ne doit pas être confondu avec BlueJ.
 (mars 2024).
Bluejay est une bibliothèque d’objets Java permettant un affichage convivial de données de séquence d’ADN codées en XML. Le but de ce programme est de fournir un outil permettant d’étudier facilement des séquences génétiques ou des protéines correspondant à une molécule linéaire.
Bluejay est un projet libre en coordination avec le projet Magpie.